# إريك أنتوني
اريك أنتوني (بالإنجليزية: Eric Anthony)‏ هو لاعب كرة قاعدة أمريكي، ولد في 8 نوفمبر 1967 في سان دييغو في الولايات المتحدة.

## وصلات خارجية
- إريك أنتوني على موقع الدوري الياباني لكرة القاعدة (الإنجليزية)
- إريك أنتوني على موقعبيزبول رفرنس.كوم (الدوري الرئيسي) (الإنجليزية)
- إريك أنتوني على موقعبيزبول رفرنس.كوم (الدوري الثانوي) (الإنجليزية)
- إريك أنتوني على موقع إي إس بي إن.كوم (أم.أل.بي) (الإنجليزية)
- إريك أنتوني على موقع مشجعي الرسوم البيانية (الإنجليزية)